# Tchemenli (Agdam)
Tchemenli est un village de la région d'Agdam en Azerbaïdjan.

## Histoire
En 1992-2020, Tchemenli était sous le contrôle des forces armées arméniennes. Le 20 novembre 2020, la région d'Agdam, y compris le village de Tchemenli a été rétrocédée à l'Azerbaïdjan  conformément aux termes de la Déclaration tripartite du 10 novembre 2020, signée par les présidents azerbaïdjanais et russe et le premier ministre arménien.

## Population
Selon les statistiques de 2009, la population du village est de 5625 personnes.

## Économie
La principale occupation de la population est l'élevage, l'agriculture, la viticulture et céréaliculture.

## Éducation
Il y a une école secondaire dans le village de Tchemenli.

## Culture
Le mausolée de Sayyid Lazim agha est dans ce village.